# Csibi Sándor
Csibi Sándor (Szeged, 1927. február 6. – Budapest, 2003. április 12.) magyar mérnök, egyetemi tanár, a Magyar Tudományos Akadémia tagja.

## Szakmai életrajz

### Végzettségek, fokozatok, fontosabb szakmai díjak, tudományos címek
1945 nyarán érettségizett kitüntetéssel, a gimnázium két hónapra rövidített nyolcadik tanévének lezárása után. 1945-től mérnökhallgatóként hallgatta az első tanévet a Budapesti Műszaki Egyetemen. Az első tanévet befejezve gépészmérnök hallgatóként tanult tovább, letéve az előírt különbözeti vizsgákat. A harmadik évtől az elektronikai (B) tagozat hallgatója. 1951-ben szerezte a gépészmérnöki oklevelet jeles eredménnyel. (Szigorlati tervét rádiótechnikából készítette.)
1961-ben elnyerte a műszaki tudományok kandidátusa fokozatot a Híradástechnika tudományágban a Tudományos Minősítő Bizottságtól Frekvenciamodulált rádiócsatornák interferencia zaja című értekezésével. Ennek alapján a Budapesti Műszaki és Gazdaságtudományi Egyetem 1962-ben Dr. Tech-nek fogadta el ugyanebben a tudományágban. 1971-ben az Állami Díj Ezüst Fokozatát nyerte el harmadmagával mikrohullámú rádió-összeköttetések kutatásáért, fejlesztéséért és gyártásához való hozzájárulásért. 1973-ban elnyerte a matematikai tudományok doktora fokozatot valószínűségszámítás és matematikai statisztika tudományágban (Statisztikai tanulófolyamatok tervezése c. értekezés)
1979-ben a Magyar Tudományos Akadémia Közgyűlése a Magyar Tudományos Akadémia levelező tagjává választotta az információelmélet, híradás- és számítástechnika terén kifejtett munkássága elismeréséül. 1987-ben ugyanez a fórum az Magyar Tudományos Akadémia rendes tagjává választotta az információelmélet, híradás- és számítástechnika terén kifejtett munkássága elismeréséül. 1994-ben az Institute of Electrical and Electronic Engineers (az IEEE, Piscataway, NJ, USA) IEEE Fellow-vá választotta – az IEEE Information Theory Society elterjesztésére – for contributions to Markovian methode in multiacess communications and to engineering education.

### Munkaviszonyok, kutatóhelyek
1949-től a Távközlési Kutató Intézet munkatársaként a szervező Híradástechnikai Kutatási Bizottság kutató laboratóriumában oldotta meg a további munkáit előkészítő feladatokat a mikrohullámú passzív és aktív áramkörök vizsgálata, az utóbbiak modulációja területén. Mindezt egymáshoz kapcsolódva tette a Budapesti Műszaki és Gazdaságtudományi Egyetem Fizikai Intézetében, a Budapesti Műszaki és Gazdaságtudományi Egyetem Vezetéknélküli Híradástechnikai Tanszékén és a Standard Gyárban.
1951–1973 között a Távközlési Kutató Intézetben dolgozott, mint tudományos munkatárs (1951-1960), mint tudományos főmunkatárs (1960-62), mint tudományos osztályvezető (1962-1964), majd mint tudományos főosztályvezető (1964-1973). A TKI-beli munkáiban kiemelendő 1955–1969 közötti időszak, amikor a sztochasztikus módszereket dolgozta ki a széles sávú szögmodulációs rádiócsatornák kölcsönhatásainak és belső nemlinearitásainak elemzésére /1,2/. Ezekkel fontos pontokon járult hozzá ahhoz, hogy a legnagyobb kapacitású, hazai gyártású gerinchálózati rendszer legkritikusabb minőségi mutatóját – az egyetlen telefonra eső standarderedő zajt –2.0 pW/km alá tudták csökkenteni csoportmunkára támaszkodva.
1973–1997 között egyetemi tanárként tanított és végezte kutatásait a Budapesti Műszaki Egyetemen, 1991-ig a Híradástechnikai Elektronikai Intézetben, 1991–1997 között pedig az –ennek feléből létrehozott – Híradástechnikai Tanszéken. 1975–1991 között az említett intézet igazgatója volt egymást követő négy hivatali perióduson át. Ebben az időszakban két hivatali perióduson át volt az Egyetemi Tanács választott tagja. – A tanító munkában legátfogóbb vállalkozása az Információ közlése és feldolgozása tantárgy kialakítása és tanítása volt, tíz tanártársával közösen (1974–1986 között az ötödik és a hatodik félévben, heti 2+2 órában, mintegy százötven hallgató számára). A céljuk közös alapok teremtése volt a további szaktárgyak tanításához és a hallgatók további laboratóriumi munkájához a sztochasztikus módszerek területén. (Az előadásokat –két egytanévnyi megszakítással – saját maga tartotta. Mind a 13 tanévben egy tanulókör szemináriumszerű gyakorlatait maga vezette. Tanévenként frissített jegyzetek másolatait osztották szét hetenként valamennyi hallgatónak, egészen a közös tankönyvük /3/ megjelenéséig.) Ezenkívül Információelméletet és A többszörös hozzáférés tömeg-kiszolgálási és kódolási módszerei-t tanította (az alapképzésben és a PhD-hallgatóknak), valamint a korábbi B-képzés alsóéves bevezető tárgyát, a Híradástechnikát.
1969–1977 között főleg osztályozási (felismerési, értelmezési, leletadási) szabályok automatikus rekurzív tanulásának alapvető módszereiben ért el fontos, új eredményeket /4,5/. Elsősorban abban, milyen megszorítások mellett lehet a független tanító mintákra érvényes tanulóképességet garantálni gyengén függő minták és az algoritmus gyorsítására szánt heurisztikus perturbációk esetén. 1978–1989 között főleg azt vizsgálta, milyen megszorítások mellett lehet garantálni adattára csomagjainak továbbítását beszéd vagy képkeretek szabadon hagyott időréseiben anélkül, hogy ezek késleltetése elviselhetetlenül megnőne/6,7/. Markov-láncok Foster tételének célszerű általánosításával jutott használható eredményre. (Ezekre az eredményekre utal az I. szakaszban említett IEEE Fellow-citáció.) 1990–1994 között a kódolt többszörös hozzáférés hibavalószínűségének elemzésére adott új módszereket. 1997-től a Budapesti Műszaki és Gazdaságtudományi Egyetem professor emeritusa az Egyetemi Tanács határozata alapján. Ebben a minőségben – és az Magyar Tudományos Akadémia tagjaként – ipari-egyetemi kutatásait, mint kutatóhelyén a Villamosmérnöki és Informatikai Kar Híradástechnikai Tanszékén végzi, a Kar tagjaival, hazai és külföldi kutatókkal közös információelméleti témákon, az információs hálózatok kibontakozóban, lévő irányaiban. 1995–1999 között sajátosan identifikációra tervezett, igen nagyméretű kódok további kiaknázási lehetőségeit vizsgálta van der Meulen professzorral közösen. Nevezetesen elemezték a hamis és az elmulasztott identifikáció valószínűségét (és módszert adott az elnyomásra) akkor, ha ezeket a kódokat olyan többszörös hozzáférésű csatornán továbbítják, amelyet valamennyi felhasználó helyén – és a közös csomópontban is – ugyanaz a közös protokollsorozat vezérli./9/.

### Vendégkutatások, vendégprofesszorságok
1965-ben az UN és a Nemzetközi Távközlési Unio Postdoctoral Fellow-ja volt négy hónapon keresztül, körülbelül egyenlő részekben a Harvard Egyetem, a berkeley-i Kaliforniai Egyetem és a Stanford Egyetem információelméleti csoportjaiban, Tufts, Turin és Sakrison, valamint Kailath professzor meghívására. Kutatószemináriumokat hallgatott és tartott. Tartós szellemi kapcsolatokra jutott azokkal a tanárokkal és több PhD-hallgatóval, akikkel fennmaradt – vagy időközben kibontakozott – valamilyen közös témakörük. 1971–1972 között vendégprofesszor volt Unideben az International Center for Mechanical Sciences (a CISM), Control and Information Theory Department nyári iskoláján. A kurzusok a sztochasztikus tanulófolyamatokról szólt /4/. 1991–1992 között vendégprofesszor volt a Darmstadti Műszaki Egyetem (a TU-ként akkreditált THD kódelméleti csoportjában Dorsch professzor meghívására. Felsőéveseknek és doktoranduszoknak meghirdetett tantárgyat tanított angol nyelven Queuing and Coding in Multiaccess Communications címen. 1999-ben kutató vendégprofesszor volt az University of Texas at Dallas 98-ban megnyitott, új Center of Advanced Telecommunications Systems ans Services-ben Chlamtac professzor meghívására. (Rádióhálózatok kibontakozó új irányzatának információelméleti kérdéseiről. Kutatószemináriumot tartott a statisztikai nyalábolás kérdéseiről.

## Néhány jellemző publikáció
1. S. Csibi, ”Direct interference between closely spaced FDM-FM radio channels.” In Proc.Internat.Coll. on Microwave Communications. Budapest:HAS Publ. House, 1963.
2. S. Csibi, „On angle-modulation process.”Studia Sc.Math.Hung.Vol.2, No 1-2, pp.153-157, 1967.
3. Sülle G., Csibi S., Dallos Gy., Faragó A., Gordos G., Győrfi L., Győrfi Z., Osváth L., Pálinszki A., Podolecz Gy., Szabó Cs., (Csibi S. szerk.), Információ közlése és feldolgozása. Budapest: Tankönyvkiadó, 1986.
4. S. Csibi, Stochastic Processes with Learning Properties. CIMS Courses and Lectures – No. 84. Wien / New-York : Springer – Verlag, 1975.
5. S. Csibi, „ Learning under computational constraints from weakly dependent samples.” Probl. Control and Informations Theory, Vol.4, No. 1, pp.3-21, 1975.
6. S. Csibi „On the stability of random access data communication during the time left by speech packets.” Probl. Control and Information Theory, Vol. 14, No.4, pp. 231–246, 1985.
7. S. Csibi. „ More on the stability of data packet flow embedded randomly into a partially active, scheduled speech packet flow.” Probl. Control and Information Theory, Vol.16, No.4, pp. 159–267, 1987.
8. S. Csibi and L. Győrfi, „Random time and frequency hopping for infinite user population.” In R.Blahut, et al. (eds.) Communications and Cryptography –Two Sides of One Tapestry. Boston /Dordrecht/ London: Kluwer Ac. Pubs. 1994.
9. E. van Meulen and S. Csibi, „Error probabilities for indentification coding and least length single sequence hopping.” I. Althöfer, et al.(eds.), Numbers, Information and Complexity. Boston /Dordrecht/ London: Kluwer Ac. Pubs., 2000.